# Bobsleigh aux Jeux olympiques de 2006
Pour des articles plus généraux, voir Bobsleigh aux Jeux olympiques et Jeux olympiques d'hiver de 2006.
Navigation
Salt Lake City 2002 Vancouver 2010

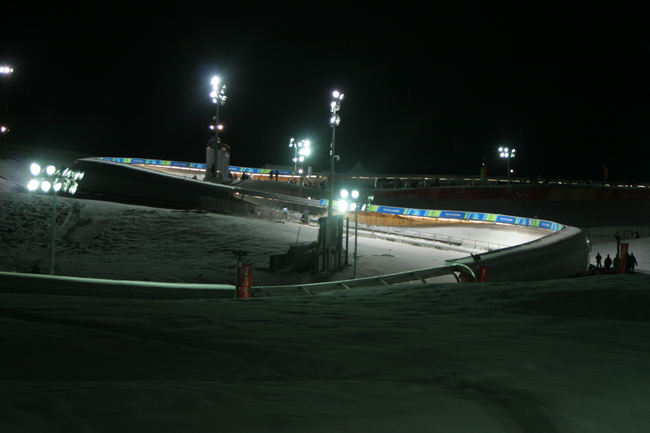
La piste olympique 2006 (Cesana Pariol)

Les épreuves de bobsleigh aux Jeux olympiques de 2006 se déroulent entre le 18 février et le 25 février 2006 sur la piste de Cesana Pariol construite pour l'occasion où près de 7000 spectateurs y ont assisté.
La piste de Casana Pariol est d'une longueur de 1435 mètres et comptent 19 virages, dont le dénivelé entre la maison de départ et l'arrivée est de 114 mètres. Dans certaines portions, la vitesse des engins atteignent les 120 km/h.
Le bobsleigh olympique est dirigé par la fédération internationale de bobsleigh et de tobogganing (FIBT).

## Qualifications
Les équipes qualifiées étaient basées sur les résultats des pilotes, accompagnés des autres membres de l'équipe sélectionnée par les comités olympiques nationaux.
Dans l'épreuve de bob à 2 masculin, les 22 meilleurs pilotes de la coupe du monde 2006, les 4 meilleurs pilotes de la Challenge Cup européenne et les 2 meilleurs pilotes de la Challenge Cup nord-américaine étaient qualifiés, dans la limite des places réservés par nation. Le bob à 4 avait le même procédé de qualification hormis que l'on sélectionne que les 20 meilleurs pilotes de la coupe du monde 2006. Dans le bob à 2 féminin, les 15 meilleures pilotes de la coupe du monde 2006 étaient qualifiées. Si des pilotes ont rempli ces conditions, le comité olympique national ne peut sélectionner d'autres pilotes. La nation hôte est assurée d'avoir une place dans chaque épreuve. Les cinq continents doivent être représentés avec au moins un représentant dans l'épreuve masculine et féminine. Chaque nation est limitée à deux participants par épreuve.
Tout bobeur doit être âgé de plus de 18 ans à l'ouverture des Jeux olympiques.

## Podiums

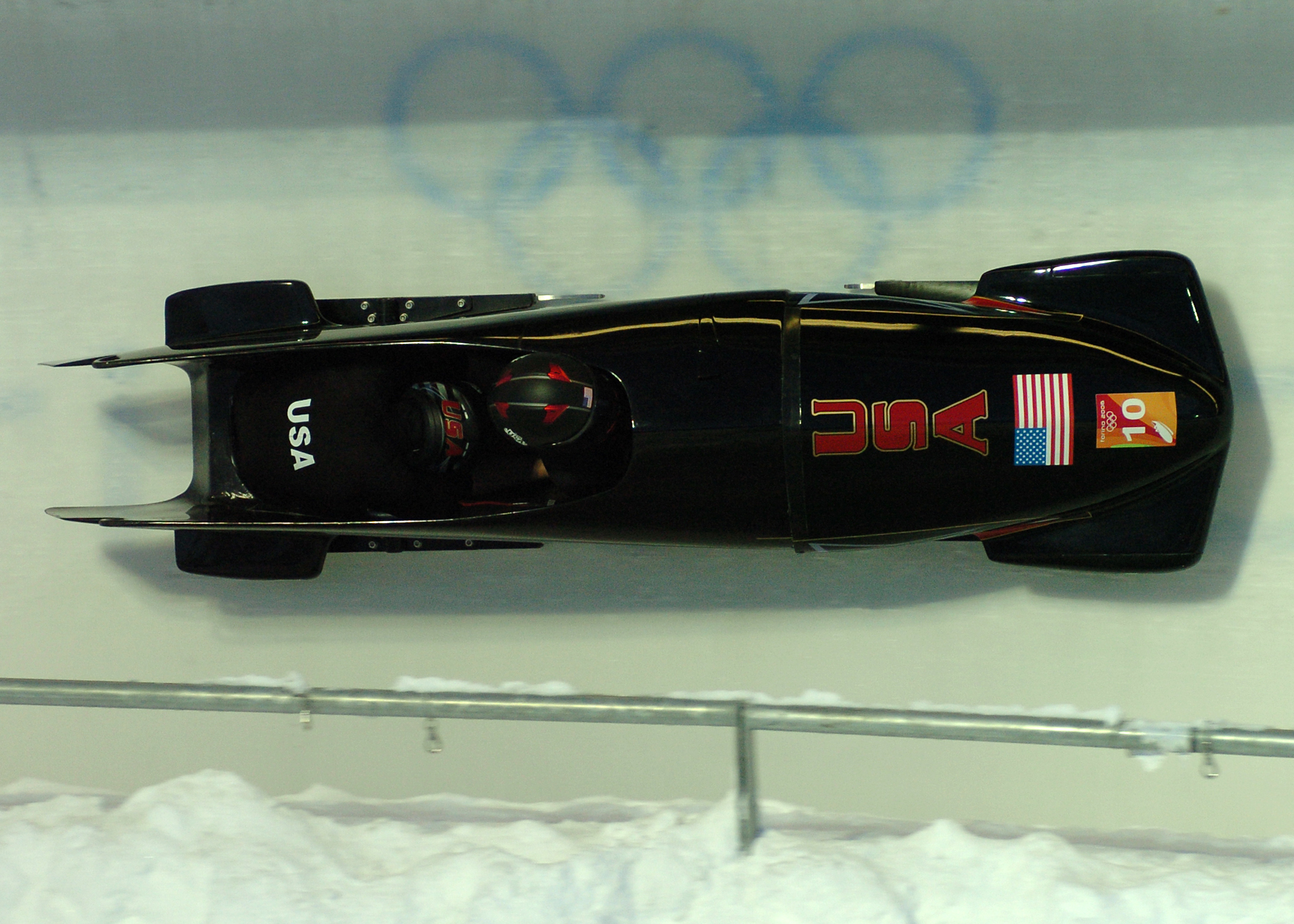
Shauna Rohbock et Valerie Fleming des États-Unis emportent la médaille d'argent au bob à 2 féminin

| Épreuves                  | Or                                                        | Argent                                                                     | Bronze                                                       |
| ------------------------- | --------------------------------------------------------- | -------------------------------------------------------------------------- | ------------------------------------------------------------ |
| Bob à deux H 19 février   | Allemagne Andre Lange Kevin Kuske                         | Canada Pierre Lueders Lascelles Oneil Brown                                | Suisse Martin Annen Beat Hefti                               |
| Bob à quatre H 25 février | Allemagne Andre Lange Rene Hoppe Kevin Kuske Martin Putze | Russie Alexandre Zoubkov Filipp Egorov Alexej Seliverstov Alekseï Voïevoda | Suisse Martin Annen Thomas Lamparter Beat Hefti Cédric Grand |
| Bob féminin 21 février    | Allemagne Sandra Kiriasis Anja Schneiderheinze            | États-Unis Shauna Rohbock Valerie Fleming                                  | Italie Gerda Weissensteiner Jennifer Isacco                  |

## Finales

### Bob à deux H
Les équipes sont composées d'un pilote (premier nom) et d'un freineur (deuxième nom). L'épreuve comprend quatre courses. Le classement est déterminé par le temps total à l'issue de ces quatre courses.
| Place | Nation     | Athlète                              | Course 1 | Course 2 | Course 3 | Course 4 | Temps total   |
| ----- | ---------- | ------------------------------------ | -------- | -------- | -------- | -------- | ------------- |
| 1er   | Allemagne  | Andre Lange Kevin Kuske              | 55 s 28  | 55 s 73  | 55 s 01  | 56 s 36  | 3 min 43 s 38 |
| 2e    | Canada     | Pierre Lueders Lascelles Oneil Brown | 55 s 57  | 55 s 50  | 56 s 11  | 56 s 41  | 3 min 43 s 59 |
| 3e    | Suisse     | Martin Annen Beat Hefti              | 55 s 54  | 55 s 67  | 56 s 18  | 56 s 34  | 3 min 43 s 73 |
| 4e    | Russie     | Alexandre Zoubkov Alekseï Voïevoda   | 55 s 54  | 55 s 85  | 56 s 12  | 56 s 49  | 3 min 44 s 00 |
| 5e    | Allemagne  | Matthias Hoepfner Marc Kuehne        | 55 s 56  | 55 s 82  | 56 s 24  | 56 s 63  | 3 min 44 s 25 |
| 6e    | Lettonie   | Janis Minins Daumants Dreiškens      | 55 s 94  | 55 s 84  | 56 s 16  | 56 s 69  | 3 min 44 s 63 |
| 7e    | États-Unis | Todd Hays Pavle Jovanovic            | 55 s 81  | 55 s 72  | 56 s 31  | 56 s 88  | 3 min 44 s 72 |
| 8e    | Suisse     | Ivo Rueegg Cédric Grand              | 55 s 85  | 55 s 74  | 56 s 37  | 56 s 90  | 3 min 44 s 86 |

### Bob à deux F
Les équipes sont composées d'une pilote (premier nom) et d'un freineuse (deuxième nom). L'épreuve comprend quatre courses. Le classement est déterminé par le temps total à l'issue de ces quatre courses.
| Place | Nation     | Athlètes                             | Course 1 | Course 2 | Course 3 | Course 4 | Temps         |
| ----- | ---------- | ------------------------------------ | -------- | -------- | -------- | -------- | ------------- |
| 1er   | Allemagne  | Sandra Kiriasis Anja Schneiderheinze | 57 s 16  | 57 s 77  | 57 s 34  | 57 s 71  | 3 min 49 s 98 |
| 2e    | États-Unis | Shauna Rohbock Valerie Fleming       | 57 s 37  | 57 s 65  | 57 s 78  | 57 s 89  | 3 min 50 s 69 |
| 3e    | Italie     | Gerda Weissensteiner Jennifer Isacco | 57 s 50  | 57 s 67  | 57 s 71  | 58 s 13  | 3 min 51 s 01 |
| 4e    | Canada     | Helen Upperton Heather Moyse         | 57 s 37  | 57 s 77  | 58 s 04  | 57 s 83  | 3 min 51 s 06 |
| 5e    | Allemagne  | Susi Lisa Erdmann Nicole Herschmann  | 57 s 26  | 57 s 75  | 58 s 04  | 58 s 27  | 3 min 51 s 32 |
| 6e    | États-Unis | Jean Prahm Vonetta Flowers           | 57 s 97  | 57 s 67  | 57 s 81  | 58 s 33  | 3 min 51 s 78 |
| 7e    | Russie     | Victoria Tokovaia Nadejda Orlova     | 57 s 64  | 57 s 72  | 58 s 44  | 58 s 13  | 3 min 51 s 93 |
| 8e    | Suisse     | Maya Bamert Martina Feusi            | 57 s 72  | 57 s 78  | 58 s 00  | 58 s 54  | 3 min 52 s 04 |

### Bob à quatre H
| Place | Nation     | Athlètes                                                            | Course 1 | Course 2 | Course 3 | Course 4 | Temps         |
| ----- | ---------- | ------------------------------------------------------------------- | -------- | -------- | -------- | -------- | ------------- |
| 1er   | Allemagne  | Andre Lange Rene Hoppe Kevin Kuske Martin Putze                     | 55 s 20  | 55 s 30  | 54 s 80  | 55 s 12  | 3 min 40 s 42 |
| 2e    | Russie     | Alexandre Zoubkov Filipp Egorov Alexej Seliverstov Alekseï Voïevoda | 55 s 22  | 55 s 45  | 54 s 87  | 55 s 01  | 3 min 40 s 55 |
| 3e    | Suisse     | Martin Annen Thomas Lamparter Beat Hefti Cédric Grand               | 55 s 26  | 55 s 37  | 55 s 00  | 55 s 20  | 3 min 40 s 83 |
| 4e    | Canada     | Pierre Lueders Ken Kotyk Morgan Alexander Lascelles Brown           | 55 s 34  | 55 s 43  | 54 s 95  | 55 s 20  | 3 min 40 s 92 |
| 5e    | Allemagne  | René Spies Christoph Heyder Enrico Kühn Alexander Metzger           | 55 s 47  | 55 s 48  | 54 s 91  | 55 s 18  | 3 min 41 s 04 |
| 6e    | États-Unis | Steven Holcomb Curt Tomasevicz Bill Schuffenhauer Lorenzo Smith III | 55 s 46  | 55 s 50  | 55 s 14  | 55 s 26  | 3 min 41 s 36 |
| 7e    | États-Unis | Todd Hays Pavle Jovanovic Steve Mesler Brock Kreitzburg             | 55 s 43  | 55 s 56  | 55 s 04  | 55 s 41  | 3 min 41 s 44 |
| 8e    | Suisse     | Ivo Rueegg Andi Gees Roman Handschin Christian Aebli                | 55 s 65  | 55 s 63  | 55 s 22  | 55 s 30  | 3 min 41 s 80 |

## Médailles
| Rang | Nation     | Or | Argent | Bronze | Total |
| ---- | ---------- | -- | ------ | ------ | ----- |
| 1er  | Allemagne  | 3  | 0      | 0      | 3     |
| 2e   | Canada     | 0  | 1      | 0      | 1     |
| -    | Russie     | 0  | 1      | 0      | 1     |
| -    | États-Unis | 0  | 1      | 0      | 1     |
| 5e   | Suisse     | 0  | 0      | 2      | 2     |
| 6e   | Italie     | 0  | 0      | 1      | 1     |